# رین ووگ
رین ووگ (استونیایی: Rein Voog؛ زادهٔ ۱ ژانویهٔ ۱۹۶۴) سیاستمدار  و نماینده سابق مجلس اهل استونی است.